# Колечицкий, Егор Сергеевич
Егор Сергеевич Колечицкий  (род. 1932 год) — специалист в области электрической изоляции высоковольтных аппаратов. Доктор технических наук, профессор кафедры инженерной экологии и охраны труда Московского энергетического института. 

## Биография
Егор Сергеевич Колечицкий  родился в 1932 году. В 1957 году окончил электроэнергетический факультет Московского энергетического института (МЭИ). Учился в аспирантуре, в 1966 году защитил кандидатскую диссертацию. В 1984 году защитил докторскую диссертацию, посвященную расчетам электрических полей в электроэнергетике. Получил ученую степень доктора технических наук, с 1988 года имеет учёное звание профессора, занимается преподавательской деятельностью.
Одновременно с учебой в аспирантуре и научной работой, в 1957—1966 годах работал в московских научно-исследовательских институтах, включая Всесоюзный электротехнический институт (ВЭИ). С 1966 года работает на кафедре техники и электрофизики высоких напряжений МЭИ, являясь профессором кафедры.
В МЭИ Е. С. Колечицкий стал также научным руководителем научно-исследовательской лаборатории высоких напряжений.
Область научных интересов: создание математических моделей разрядных явлений; проведение расчетов электростатических полей высоковольтных устройств; высоковольтные изоляционные конструкции, работающие в области высоких частот; характеристики коронного разряда на высоких частотах; устройства молниезащиты, оптимизация высоковольтных изоляционных конструкций на основе анализа электрических полей.
Егор Сергеевич Колечицкий также является автором около 120 научных работ, включая 2 монографии, лабораторные работы по технике высоких напряжений? учебные и методические пособия, сборники задач для студентов по расчету электрических полей.  Под руководством Е. С. Колечицкого в МЭИ было выполнено и защищено 4 кандидатские диссертации (Королев Ю. В. «Разработка методов и средств, снижающих воздействие электрических полей промышленной частоты на человека» и др.).
Е. С. Колечицкий в разное время членом специализированного совета, членом секции № 2 научного «Совета по проблеме Научные основы электрофизики и электроэнергетики», председателем редакционного совета МЭИ, председателем межведомственных комиссий по повышению качества некоторых типов высоковольтных аппаратов.

## Труды
- Защита биосферы от влияния электромагнитных полей : учеб. пособие для вузов / Е. С. Колечицкий, В. А. Романов, В. Г. Карташев. - М. : Изд. дом МЭИ, 2008.
- Защита биосферы от влияния электромагнитных полей : учеб. пособие для вузов / Е. С. Колечицкий, В. А. Романов, В. Г. Карташев. - М. : Издат. дом МЭИ, 2008.
- Заземляющие устройства электроустановок. Требования нормативных документов, расчет, проектирование, конструкции, сооружение [Текст] : справочник / Р.К. Борисов, А.В. Горшков, Ю.В. Жарков, Е.С. Колечицкий, К.Л. Шамшетдинов. - М. : Изд. дом МЭИ, 2013.